# Liste der Einträge im National Register of Historic Places im Poweshiek County

Lage des Poweshiek County in Iowa

Die Liste der Einträge im National Register of Historic Places im Poweshiek County in Iowa führt alle Bauwerke und historischen Stätten im Poweshiek County auf, die in das National Register of Historic Places aufgenommen wurden.

## Legende
| NRHP | Historic Place             |
| HD   | Historic District          |
| NHL  | National Historic Landmark |

## Aktuelle Einträge
| [ 2 ] | Name                                                                 | Bild                                                                 | Eintragsdatum        | Lage | Ort       | Beschreibung |
| ----- | -------------------------------------------------------------------- | -------------------------------------------------------------------- | -------------------- | --- | --------- | --- |
| 1     | Bowers and McDonald Office Building                                  | Bowers and McDonald Office Building                                  | 1990 ID-Nr. 90001849 | 816 Commercial Street 41° 44′ 33″ N, 92° 43′ 29″ W                                                                     | Grinnell  | 1896 im neuromanischen Stil errichtetes zweistöckiges Geschäftsgebäude |
| 2     | Brooklyn Hotel                                                       | Brooklyn Hotel                                                       | 1979 ID-Nr. 79000933 | 154 Front Street 41° 43′ 42″ N, 92° 26′ 51″ W                                                                          | Brooklyn  | 1875 im Italianate-Stil errichtetes Gebäude; später als Hotel genutzt |
| 3     | Chicago, Rock Island and Pacific Railroad-Grinnell Passenger Station | Chicago, Rock Island and Pacific Railroad-Grinnell Passenger Station | 1976 ID-Nr. 76000805 | Park Street Ecke State Street 41° 44′ 36″ N, 92° 43′ 20″ W                                                             | Grinnell  | 1893 errichtetes Bahnhofsgebäude der Rock Island Line; heute Restaurant |
| 4     | Farmers Mutual Reinsurance Company Building                          | Farmers Mutual Reinsurance Company Building                          | 2013 ID-Nr. 13000069 | 821 5th Avenue 41° 44′ 41,8″ N, 92° 43′ 28,9″ W                                                                        | Grinnell  | 1951 und 1957 im Stil der Moderne errichtetes Geschäftshaus |
| 5     | Goodnow Hall                                                         | Goodnow Hall                                                         | 1979 ID-Nr. 79000934 | Campus des Grinnell College 41° 44′ 49″ N, 92° 43′ 19″ W                                                               | Grinnell  | 1884 nach einem Entwurf des Architekten Stephen C. Earle im Richardsonian Romanesque, einer Variante der Neuromanik, errichtetes Gebäude auf dem Campus des Grinnell College |
| 6     | Grinnell Herald Building                                             | Grinnell Herald Building                                             | 1991 ID-Nr. 90002131 | 813 5th Avenue 41° 44′ 41″ N, 92° 43′ 29″ W                                                                            | Grinnell  | 1916 aus Backsteinen im neoklassizistischen Stil errichtetes Zeitungsgebäude |
| 7     | Grinnell Historic Commercial District                                | Grinnell Historic Commercial District                                | 1991 ID-Nr. 91000384 | Main Street, Broad Street und 5th Avenue 41° 44′ 37″ N, 92° 43′ 30″ W                                                  | Grinnell  | aus 46 Gebäuden verschiedener Baustile bestehender historischer Distrikt |
| 8     | Levi P. Grinnell House                                               | Levi P. Grinnell House                                               | 1979 ID-Nr. 79000935 | 1002 Park Street 41° 44′ 42″ N, 92° 43′ 33″ W                                                                          | Grinnell  | 1860 im Stil des Greek Revival errichtetes Wohnhaus von Levi P. Grinnell, einem Bruder des Stadtgründers Josiah B. Grinnell |
| 9     | Interior Telephone Company Building                                  | Interior Telephone Company Building                                  | 1990 ID-Nr. 90001850 | 815 5th Avenue 41° 44′ 42″ N, 92° 43′ 29″ W                                                                            | Grinnell  | 1912 errichtetes Gebäude einer lokalen Telefongesellschaft |
| 10    | Kent Union Chapel and Cemetery                                       |                                                                      | 2009 ID-Nr. 09000715 | 3386 V18 Road 41° 48′ 22,4″ N, 92° 26′ 35″ W                                                                           | Brooklyn  | 1909 im neoklassizistischen Stil errichtete Kirche |
| 11    | William Manatt House                                                 | William Manatt House                                                 | 1997 ID-Nr. 97001288 | 304 Jackson Street 41° 43′ 50″ N, 92° 26′ 44″ W                                                                        | Brooklyn  | 1869 in einem Mix aus Italianate und Queen-Anne-Stil errichtetes Wohnhaus, heute Bibliothek und Museum |
| 12    | E.A. and Rebecca (Johnson) Marsh House                               | E.A. and Rebecca (Johnson) Marsh House                               | 1999 ID-Nr. 99000454 | 833 East Street 41° 44′ 17″ N, 92° 43′ 27″ W                                                                           | Grinnell  | 1893 im Queen-Anne-Stil errichtetes Wohnhaus |
| 13    | Mears Hall                                                           | Mears Hall                                                           | 1979 ID-Nr. 79000936 | Campus des Grinnell College 41° 44′ 49″ N, 92° 43′ 7″ W                                                                | Grinnell  | 1888–1889 errichtetes Gebäude auf dem Campus des Grinnell College |
| 14    | Merchants’ National Bank                                             | Merchants’ National Bank                                             | 1976 ID-Nr. 76000804 | 4th Avenue Ecke Broad Street 41° 44′ 39″ N, 92° 43′ 33″ W                                                              | Grinnell  | 1914 nach einem Entwurf des Architekten Louis Sullivan errichtetes ehemaliges Bankgebäude; ebenfalls seit 1976 als National Historic Landmark registriert |
| 15    | Montezuma Downtown Historic District                                 | Montezuma Downtown Historic District                                 | 2012 ID-Nr. 12000131 | 3rd Street, 4th Street, Main Street und Liberty Street (rund um den Courthouse Square) 41° 35′ 5,7″ N, 92° 31′ 27,4″ W | Montezuma | historischer Distrikt mit Gebäuden verschiedener Baustile |
| 16    | New Carroll House Hotel                                              |                                                                      | 1979 ID-Nr. 79000938 | East Main Street Ecke 5th Street 41° 35′ 0″ N, 92° 31′ 21″ W                                                           | Montezuma | 1892 errichtetes dreistöckiges Hotel; Teil des Montezuma Downtown Historic District |
| 17    | North Grinnell Historic District                                     | North Grinnell Historic District                                     | 2008 ID-Nr. 08001164 | Park Street zwischen West 6th Avenue und 11th Avenue 41° 44′ 59,3″ N, 92° 43′ 21,1″ W                                  | Grinnell  | aus über 200 Gebäuden im Italianate und Queen-Anne-Stil bestehender historischer Distrikt |
| 18    | Pioneer Oil Company Filling Station                                  | Pioneer Oil Company Filling Station                                  | 2013 ID-Nr. 13000070 | 831 West Street 41° 44′ 32,4″ N, 92° 43′ 38,6″ W                                                                       | Grinnell  | 1937 im Stil der Moderne errichtete Tankstelle |
| 19    | Poweshiek County Courthouse                                          | Poweshiek County Courthouse                                          | 1981 ID-Nr. 81000266 | 302 East Main Street 41° 35′ 7,3″ N, 92° 31′ 29,5″ W                                                                   | Montezuma | 1859 im Stil des Greek Revival errichtetes Justiz- und Verwaltungsgebäude des Poweshiek County |
| 20    | P.P. Raymond House                                                   | P.P. Raymond House                                                   | 1985 ID-Nr. 85000873 | 4th Street 41° 42′ 30″ N, 92° 33′ 22″ W                                                                                | Malcom    | 1874 im Stil des Second Empire errichtetes Wohnhaus |
| 21    | B.J. Ricker House                                                    | B.J. Ricker House                                                    | 1979 ID-Nr. 79000937 | 1510 Broad Street 41° 45′ 5″ N, 92° 43′ 33″ W                                                                          | Grinnell  | 1911–1912 nach einem Entwurf des Architekten Walter Burley Griffin im Stil der Prairie Houses errichtetes Wohnhaus |
| 22    | Spaulding Manufacturing Company                                      | Spaulding Manufacturing Company                                      | 1978 ID-Nr. 78001257 | 500-610 4th Avenue, 827-829 Spring Street 41° 44′ 36″ N, 92° 43′ 33″ W                                                 | Grinnell  | zwischen 1880 und 1910 errichteter Industriekomplex, wo zuerst Pferdewagen repariert und gebaut wurden; später erfolgte bis 1929 auch der Bau von Automobile. Danach wurde der Komplex auf die verschiedensten Arten genutzt. Ein Teil des Geländes wird heute als Iowa Transportation Museum genutzt. |
| 23    | Charles H. Spencer House                                             | Charles H. Spencer House                                             | 1980 ID-Nr. 80001458 | 611 6th Avenue 41° 44′ 52″ N, 92° 43′ 50″ W                                                                            | Grinnell  | in den späten 1860er Jahren im Stil der Carpenter Gothic, einer Variante der Neugotik, als Wohnhaus des Bankiers Charles H. Spencer errichtet; heute in Besitz der Christian Science Society |
| 24    | Stewart Library                                                      | Stewart Library                                                      | 1976 ID-Nr. 76000806 | 926 Broad Street 41° 44′ 42″ N, 92° 43′ 24″ W                                                                          | Grinnell  | 1902 im neuromanischen Stil errichtete Bibliothek |

## Frühere Einträge
| [ 2 ] | Name            | Bild            | Eintragsdatum        | Lage                                                                          | Ort       | Beschreibung |
| ----- | --------------- | --------------- | -------------------- | ----------------------------------------------------------------------------- | --------- | --- |
| 1     | McIntyre Bridge | McIntyre Bridge | 1998 ID-Nr. 98000488 | Brücke der River Road über den North Skunk River 41° 31′ 14″ N, 92° 40′ 32″ W | Montezuma | 1883 errichtete Bogenbrücke; 1989 für den Verkehr geschlossen; 2010 durch ein Hochwasser zerstört und im Jahr 2012 aus dem Register ausgetragen. |